# Elezioni generali in Bosnia ed Erzegovina del 1990
Le elezioni generali nella Repubblica Socialista di Bosnia ed Erzegovina del 1990 si tennero il  18 novembre (primo turno) ed il 2 dicembre (secondo turno, solo per la Camera dei Comuni). Si trattò delle prime elezioni multipartitiche.
Le elezioni videro la vittoria dei tre partiti nazionalisti etnici: il Partito d'Azione Democratica, il Partito Democratico Serbo e l'Unione Democratica Croata, che si accordarono e formarono una coalizione anticomunista.
La presidenza della repubblica andò al musulmano Alija Izetbegović, la presidenza del parlamento al serbo Momčilo Krajišnik e la premiership al croato Jure Pelivan.

## Risultati

### Elezioni della presidenza
Musulmani (2 membri)
| Candidati          | Partiti                                              | Voti      | %     |
| ------------------ | ---------------------------------------------------- | --------- | ----- |
| Fikret Abdić       | Partito d'Azione Democratica                         | 1 045 539 | 32,69 |
| Alija Izetbegović  | Partito d'Azione Democratica                         | 879 266   | 27,49 |
| Nijaz Duraković    | Lega dei Comunisti - SDP                             | 558 263   | 17,46 |
| Džemal Sokolović   | Unione delle Forze Riformiste di Jugoslavia          | 183 171   | 5,73  |
| Nazif Gljiva       | Lega della Gioventù Socialista - Partito Democratico | 133 587   | 4,18  |
| Fejsal Hrustanović | Lega dei Comunisti - SDP                             | 122 002   | 3,82  |
| Đevad Haznadar     | Unione delle Forze Riformiste di Jugoslavia          | 120 560   | 3,77  |
| Bahrudin Bijedić   | Indipendente                                         | 104 335   | 3,26  |
| Adil Zulfikarpašić | Organizzazione Musulmana Bosgnacca                   | 51 225    | 1,60  |
| Totale             | Totale                                               | 3 197 948 | 100   |

Serbi (2 membri)
| Candidati         | Partiti                                              | Voti      | %     |
| ----------------- | ---------------------------------------------------- | --------- | ----- |
| Biljana Plavšić   | Partito Democratico Serbo                            | 573 812   | 22,16 |
| Nikola Koljević   | Partito Democratico Serbo                            | 556 218   | 21,48 |
| Nenad Kecmanović  | Unione delle Forze Riformiste di Jugoslavia          | 500 783   | 19,34 |
| Mirko Pejanović   | Lega dei Comunisti - SDP                             | 335 392   | 12,95 |
| Nikola Stojanović | Lega dei Comunisti - SDP                             | 238 377   | 9,21  |
| Đorđe Latinović   | Lega della Gioventù Socialista - Partito Democratico | 223 044   | 8,61  |
| Ranko Zrilić      | Unione delle Forze Riformiste di Jugoslavia          | 161 910   | 6,25  |
| Totale            | Totale                                               | 2 589 536 | 100   |

Croati (2 membri)
| Candidati       | Partiti                                              | Voti      | %     |
| --------------- | ---------------------------------------------------- | --------- | ----- |
| Stjepan Kljuić  | Unione Democratica Croata di Bosnia ed Erzegovina    | 473 002   | 22,23 |
| Franjo Boras    | Unione Democratica Croata di Bosnia ed Erzegovina    | 416 629   | 19,58 |
| Ivo Komšić      | Lega dei Comunisti - SDP                             | 353 707   | 16,62 |
| Zoran Perković  | Lega dei Comunisti - SDP                             | 290 333   | 13,65 |
| Franjo Bošković | Unione delle Forze Riformiste di Jugoslavia          | 250 099   | 11,75 |
| Tadej Mateljan  | Unione delle Forze Riformiste di Jugoslavia          | 213 516   | 10,03 |
| Martin Raguž    | Lega della Gioventù Socialista - Partito Democratico | 130 428   | 6,13  |
| Totale          | Totale                                               | 2 127 714 | 100   |

"Jugoslavi" (1 membro)
| Candidati         | Partiti                                              | Voti      | %     |
| ----------------- | ---------------------------------------------------- | --------- | ----- |
| Ejup Ganić        | Partito d'Azione Democratica                         | 709 891   | 43,11 |
| Ivan Čerešnješ    | Partito Democratico Serbo                            | 362 681   | 22,02 |
| Josip Pejaković   | Unione delle Forze Riformiste di Jugoslavia          | 317 978   | 19,31 |
| Zlatko Lagumdžija | Lega dei Comunisti - SDP                             | 194 723   | 11,82 |
| Azemina Vuković   | Lega della Gioventù Socialista - Partito Democratico | 61 542    | 3,74  |
| Totale            | Totale                                               | 1 646 815 | 100   |

### Elezioni parlamentari
Camera dei cittadini
| Partito d'Azione Democratica                                 | 711 075   | 31,48 | 43  |  |  |  |
| Partito Democratico Serbo                                    | 590 431   | 26,14 | 34  |  |  |  |
| Unione Democratica Croata di Bosnia ed Erzegovina            | 362 855   | 16,07 | 21  |  |  |  |
| Lega dei comunisti - SDP                                     | 278 027   | 12,31 | 15  |  |  |  |
| Unione delle Forze Riformiste per la Bosnia ed Erzegovina    | 201 018   | 8,90  | 12  |  |  |  |
| Lega della gioventù socialista - Partito Democratico - Verdi | 39 982    | 1,77  | 2   |  |  |  |
| Partito Democratico Socialista                               | 31 623    | 1,40  | 1   |  |  |  |
| Organizzazione Musulmana Bosgnacca                           | 25 975    | 1,15  | 2   |  |  |  |
| Altri                                                        | 17 522    | 0,78  | –   |  |  |  |
| Totale                                                       | 2 258 508 | 100   | 130 |  |  |  |
|                                                              |           |       |     |  |  |  |
| Voti non validi                                              | 80 219    | 3,43  |     |  |  |  |
| Votanti                                                      | 2 338 727 |       |     |  |  |  |

Camera dei Comuni
| Partito d'Azione Democratica                              | 788 616   | 30,84 | 43  |  |  |  |
| Partito Democratico Serbo                                 | 624 951   | 24,44 | 38  |  |  |  |
| Unione Democratica Croata di Bosnia ed Erzegovina         | 383 279   | 14,99 | 23  |  |  |  |
| Lega dei comunisti - SDP                                  | 378 198   | 14,79 | 4   |  |  |  |
| Unione delle Forze Riformiste per la Bosnia ed Erzegovina | 281 436   | 11,00 | 1   |  |  |  |
| Movimento del Rinnovamento Serbo                          | 4 217     | 0,16  | 1   |  |  |  |
| Altri                                                     | 96 650    | 3,78  | –   |  |  |  |
| Totale                                                    | 2 557 347 | 100   | 110 |  |  |  |
|                                                           |           |       |     |  |  |  |
| Voti non validi                                           | 83 623    | 3,17  |     |  |  |  |
| Votanti                                                   | 2 640 970 |       |     |  |  |  |